# 廊坊市
廊坊市是中华人民共和国河北省下辖的地级市，位于河北省中部。市境北临北京市、承德市，东接天津市，南界沧州市，西达保定市。地处华北平原中北部，燕山南麓与海河流域中下游，南部为黑龙港河流域。有子牙河、永定河、大清河等流经。市境被北京、天津两市分为互不相连的两部分，成为全国面积最大的省际飞地，市人民政府驻广阳区广阳道230号。
廊坊处于北京、天津两大直辖市之间，环渤海经济区腹地。距离北京市区和天津市区40公里和60公里，距离北京首都国际机场和天津港70公里和100公里，城市定位是京津冀城镇群中重要区域中心城市，2014年3月26日出台《河北省委、省政府关于推进新型城镇化的意见》将落实保定和廊坊首都功能疏解及首都核心区生态建设的服务作用，以发展高新技术产业和现代服务业为主的生态宜居名城。

## 名称典故
“廊坊”一词的来源有两個说法：一说廊坊原名琅珐，因村有琅珐寺得名。一说北宋丞相吕端为安次人，其父吕植官拜侍郎，在安次县内的吕植住宅被称为“侍郎房”，简称“郎房”。
京山铁路设站时，将站名写为“廊房”；中华人民共和国成立后统一写为“廊坊”。

## 历史
廊坊市辖境在春秋战国时为燕国封疆，秦代属渔阳郡、广阳郡、巨鹿郡，两汉、三国时属幽州；唐代属幽州、蓟州、瀛州；宋、辽时属河北东路、南京道，为双方争夺地区；元代属中书省，明代属顺天府。
清代，廊坊市辖境属直隶顺天府。修筑京山铁路前，廊坊市仅是东安县境内的一个小村。1897年京山铁路在廊坊村设“廊房站”。铁路通车后，廊坊逐渐发展起来，形成了集镇。1900年6月八国联军之役期间，西摩尔率军乘火车由天津向北京进军，行至廊房站附近时被义和团和甘军袭击。联军被迫退回天津租界。此役被称为廊坊大捷。
中华民国成立后，今廊坊市辖境属京兆特别区。1914年，为避免与湖南省东安县重名，廊坊所在的东安县改名为安次县。
1949年初，廊坊镇成立，属河北省天津专区安次县。1950年，为避水患，安次县治迁往廊坊镇，廊坊镇成为县级行政中心。1958年，廊坊镇并入廊坊公社；12月，安次县撤销并入武清县，撤销天津专区，所属各县交由天津市领导。1961年5月，恢复天津专区建制；7月，恢复安次县建制。
1965年，安次县复建廊坊镇。
1967年11月，天津专区改为天津地区。1969年3月，天津地区革命委员会由天津市迁入廊坊镇（最初天津地区行政公署驻杨柳青镇的石家大院，现为杨柳青博物馆，后公署迁天津市），廊坊由此成为地级行政中心。1973年7月，天津地区将蓟县、宝坻、武清、静海、宁河等五县划归天津市管辖；1974年1月，天津地区更名为廊坊地区。河北省围绕在直辖市天津市周边的“天津专区”或“天津地区”的区划概念随之成为历史。此后，这一地区沿用廊坊的名称至今。
1981年12月，廊坊镇升为县级廊坊市。1983年3月，安次县撤销并入廊坊市。1989年，廊坊地区与廊坊市合并，撤銷县级廊坊市，改设县级安次区，地市合并后设地级廊坊市。2000年，安次区析出一部，设县级广阳区。

## 地理

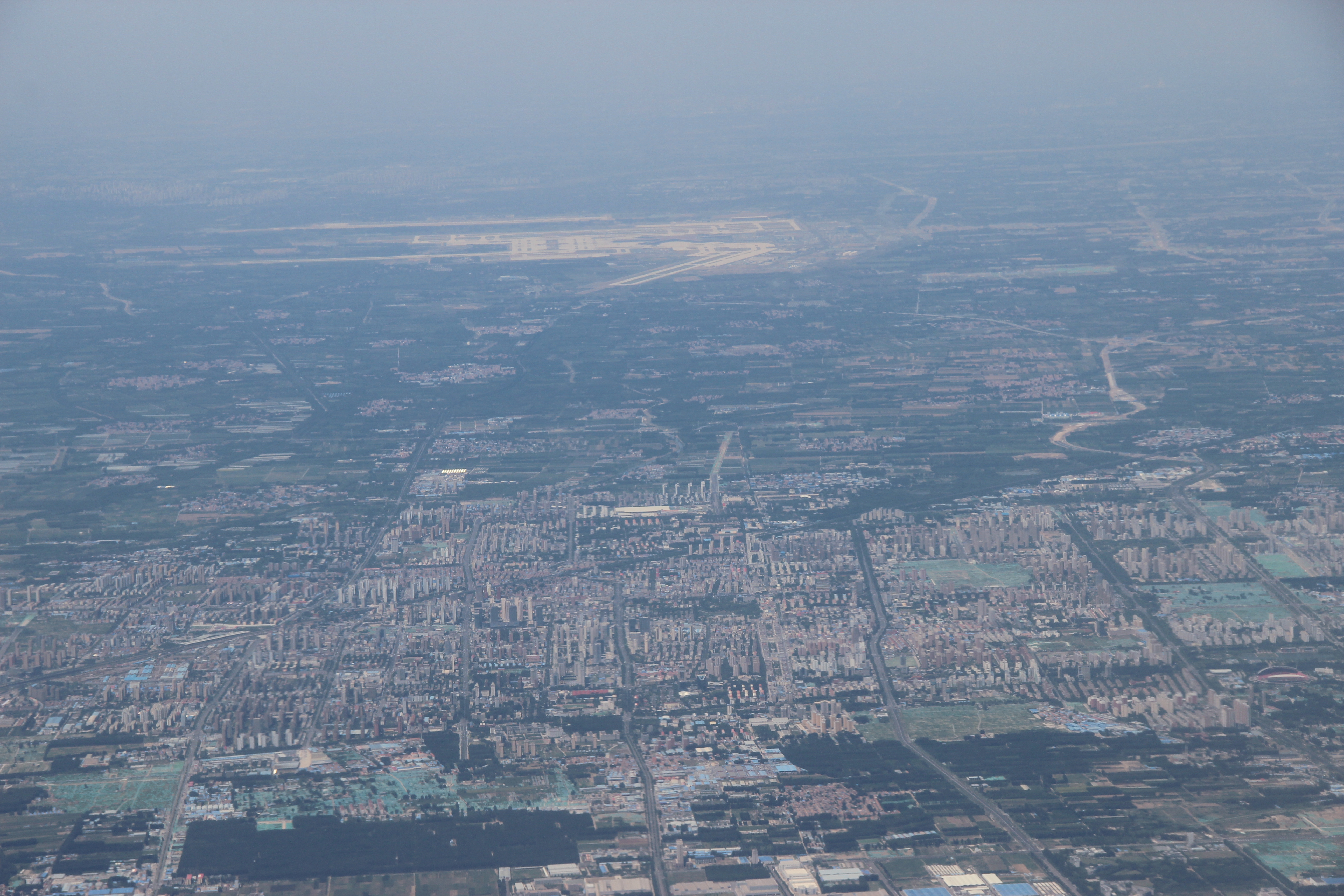
从飞机上俯瞰廊坊市区和北京大兴国际机场（2019年7月）

### 气候
| 廊坊市气象数据（1981年至2010年） | 廊坊市气象数据（1981年至2010年） | 廊坊市气象数据（1981年至2010年） | 廊坊市气象数据（1981年至2010年） | 廊坊市气象数据（1981年至2010年） | 廊坊市气象数据（1981年至2010年） | 廊坊市气象数据（1981年至2010年） | 廊坊市气象数据（1981年至2010年） | 廊坊市气象数据（1981年至2010年） | 廊坊市气象数据（1981年至2010年） | 廊坊市气象数据（1981年至2010年） | 廊坊市气象数据（1981年至2010年） | 廊坊市气象数据（1981年至2010年） | 廊坊市气象数据（1981年至2010年） |
| 月份                             | 1月                              | 2月                              | 3月                              | 4月                              | 5月                              | 6月                              | 7月                              | 8月                              | 9月                              | 10月                             | 11月                             | 12月                             | 全年                             |
| -------------------------------- | -------------------------------- | -------------------------------- | -------------------------------- | -------------------------------- | -------------------------------- | -------------------------------- | -------------------------------- | -------------------------------- | -------------------------------- | -------------------------------- | -------------------------------- | -------------------------------- | -------------------------------- |
| 平均高温 °C（°F）                | 1.8 (35.2)                       | 5.7 (42.3)                       | 12.5 (54.5)                      | 21.0 (69.8)                      | 26.9 (80.4)                      | 30.9 (87.6)                      | 31.6 (88.9)                      | 30.4 (86.7)                      | 26.6 (79.9)                      | 19.8 (67.6)                      | 10.2 (50.4)                      | 3.6 (38.5)                       | 18.4 (65.2)                      |
| 日均气温 °C（°F）                | −4.1 (24.6)                      | −0.5 (31.1)                      | 6.0 (42.8)                       | 14.3 (57.7)                      | 20.3 (68.5)                      | 24.6 (76.3)                      | 26.5 (79.7)                      | 25.2 (77.4)                      | 20.2 (68.4)                      | 13.2 (55.8)                      | 4.3 (39.7)                       | −1.9 (28.6)                      | 12.3 (54.2)                      |
| 平均低温 °C（°F）                | −8.8 (16.2)                      | −5.5 (22.1)                      | 0.5 (32.9)                       | 8.1 (46.6)                       | 13.9 (57.0)                      | 18.9 (66.0)                      | 22.1 (71.8)                      | 21.0 (69.8)                      | 15.1 (59.2)                      | 7.8 (46.0)                       | −0.5 (31.1)                      | −6.3 (20.7)                      | 7.2 (44.9)                       |
| 平均降水量 mm（）                | 3.3 (0.13)                       | 4.4 (0.17)                       | 9.2 (0.36)                       | 22.4 (0.88)                      | 32.4 (1.28)                      | 69.9 (2.75)                      | 146.1 (5.75)                     | 139.3 (5.48)                     | 47.6 (1.87)                      | 25.4 (1.00)                      | 11.1 (0.44)                      | 2.5 (0.10)                       | 513.6 (20.21)                    |
| 平均相對濕度（％）               | 51                               | 49                               | 48                               | 49                               | 56                               | 63                               | 76                               | 79                               | 72                               | 64                               | 60                               | 55                               | 60                               |
| 来源：中国气象数据网             |                                  |                                  |                                  |                                  |                                  |                                  |                                  |                                  |                                  |                                  |                                  |                                  |                                  |

### 矿产资源
廊坊市主要矿产资源有煤炭、石油、天然气、地下热水等。煤炭资源主要分布在大城县。根据2006年河北煤田地质局调查，大城县煤炭储量190.1亿吨，煤层气储量2051.9亿立方米。石油、天然气资源集中在安次区、永清县、固安县、霸州市和文安县，探明石油储量2亿吨，天然气储量186亿立方米。

## 政治

### 现任领导
| 机构     | · 中国共产党 · 廊坊市委员会 | 廊坊市人民代表大会 常务委员会 | 廊坊市人民政府       | · 中国人民政治协商会议 · 廊坊市委员会 |
| 职务     | 书记                        | 主任                          | 市长                 | 主席                                  |
| -------- | --------------------------- | ----------------------------- | -------------------- | ------------------------------------- |
| 姓名     | 李国勇                      | 蒋洪江                        | 刘媛（女）           | 李波                                  |
| 民族     | 汉族                        | 汉族                          | 汉族                 | 汉族                                  |
| 籍贯     | 河北省高碑店市              | 河北省石家庄市藁城区          |                      | 河北省大城县                          |
| 出生日期 | 1966年9月（58歲）           | 1961年11月（63歲）            | 1969年5月（55—56歲） | 1962年11月（62歲）                    |
| 就任日期 | 2023年7月                   | 2017年4月                     | 2023年7月            | 2017年4月                             |

### 历任领导
| 市委书记 - 赵惠臣（1989年1月－1992年1月） - 张成起（1992年1月－1997年12月） - 王学军（1997年12月－2001年11月） - 孙建群（2001年12月－2003年12月） - 吴显国（2003年12月－2005年3月） - 王增力（2005年3月－2008年1月） - 赵世洪（2008年1月－2013年12月） - 王晓东（2013年12月－2016年6月） - 冯韶慧（2016年6月－2020年10月） - 杨晓和（2020年10月－2022年4月） - 王立彤（2022年7月－2023年7月） - 李国勇（2023年7月－） | 市长 - 赵诚（1989年3月－1998年3月） - 王辅捷（1998年3月－1999年9月） - 孙建群（1999年9月－2001年12月） - 吴显国（2001年12月－2003年12月） - 王爱民（2003年12月－2011年12月） - 聂瑞平（2011年12月－2013年2月） - 冯韶慧（2013年2月－2016年7月） - 陈平（2016年8月－2019年7月） - 赵革（2019年12月－2020年8月） - 杨燕伟（2020年8月－2022年8月） - 李国勇（2022年8月－2023年7月） - 刘媛（2023年7月－） |

### 行政区划
廊坊市现辖2个市辖区、5个县、1个自治县，代管2个县级市。
- 市辖区：安次区、广阳区
- 县级市：霸州市、三河市
- 县：固安县、永清县、香河县、大城县、文安县
- 自治县：大厂回族自治县

其中三河市、香河县与大厂县夹在北京市和天津市之间，并不与廊坊市主体相连，在京津和廊坊常被称作“北三县”。北三县共同构成中国境内面积最大的省间飞地。
此外，廊坊市设立以下经济管理区：国家级廊坊经济技术开发区、国家级燕郊高新技术产业开发区。

## 人口
根据2020年第七次全国人口普查，全市常住人口为5,464,087人。同第六次全国人口普查的4,358,839人相比，十年共增加了1,105,248人，增长25.36%，年平均增长率为2.29%。其中，男性人口为2,791,276人，占总人口的51.08%；女性人口为2,672,811人，占总人口的48.92%。总人口性别比（以女性为100）为104.43。0－14岁的人口为1,083,072人，占总人口的19.82%；15－59岁的人口为3,460,521人，占总人口的63.33%；60岁及以上的人口为920,494人，占总人口的16.85%，其中65岁及以上的人口为638,332人，占总人口的11.68%。居住在城镇的人口为3,543,106人，占总人口的64.84%；居住在乡村的人口为1,920,981人，占总人口的35.16%。

### 民族
全市常住人口中，汉族人口为5,295,411人，占96.91%；回族人口为68,823人，占1.26%；满族人口为58,664人，占1.07%；其他少数民族人口为41,189人，占0.75%。与2010年第六次全国人口普查相比，汉族人口增加1,049,237人，增长24.71%，占总人口比例下降0.5个百分点；各少数民族人口增加56,011人，增长49.71%，占总人口比例增加0.5个百分点。其中，回族人口增加5,547人，增长8.77%，占总人口比例下降0.19个百分点；满族人口增加24,352人，增长70.97%，占总人口比例增加0.29个百分点。

## 交通

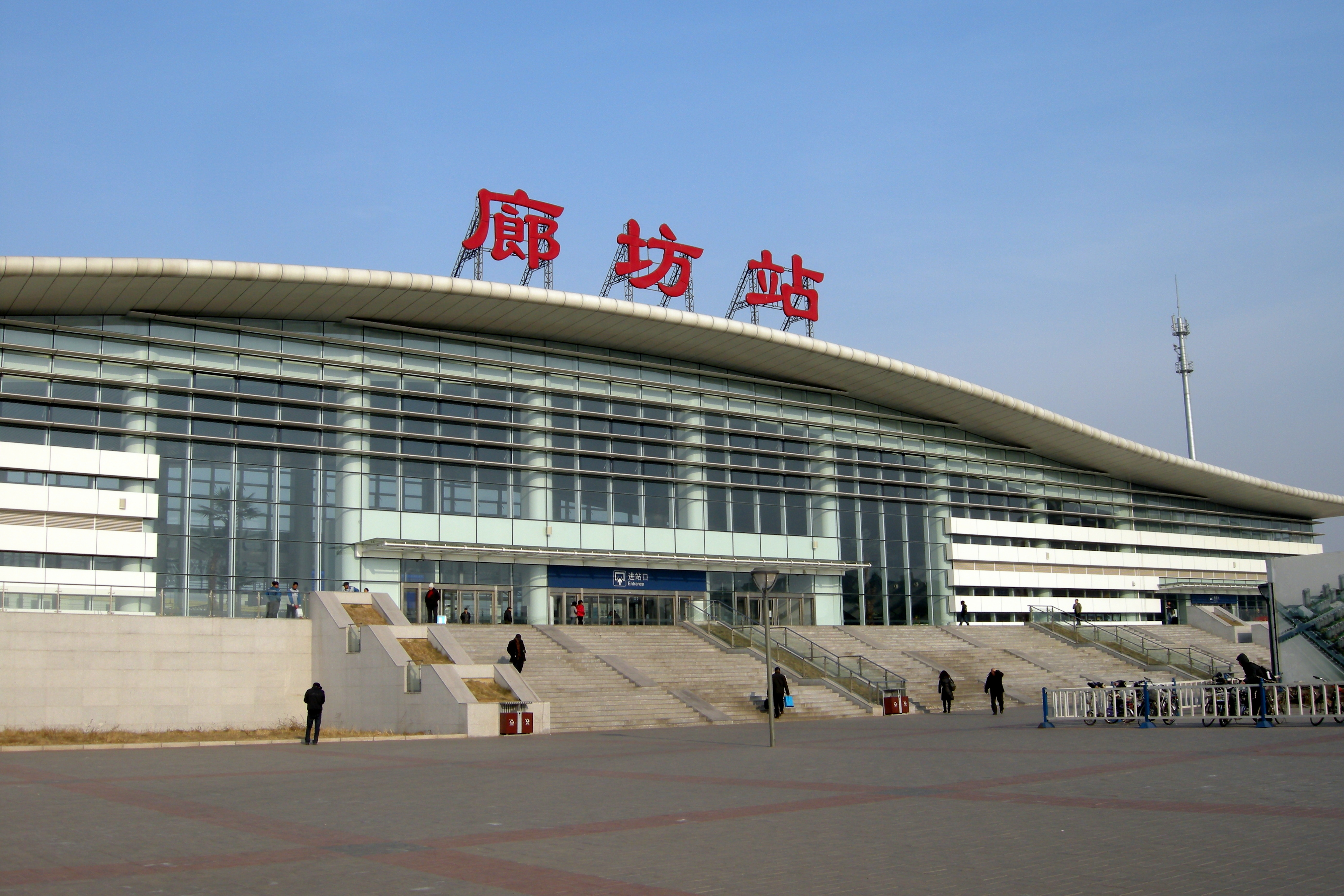
京沪高铁廊坊站

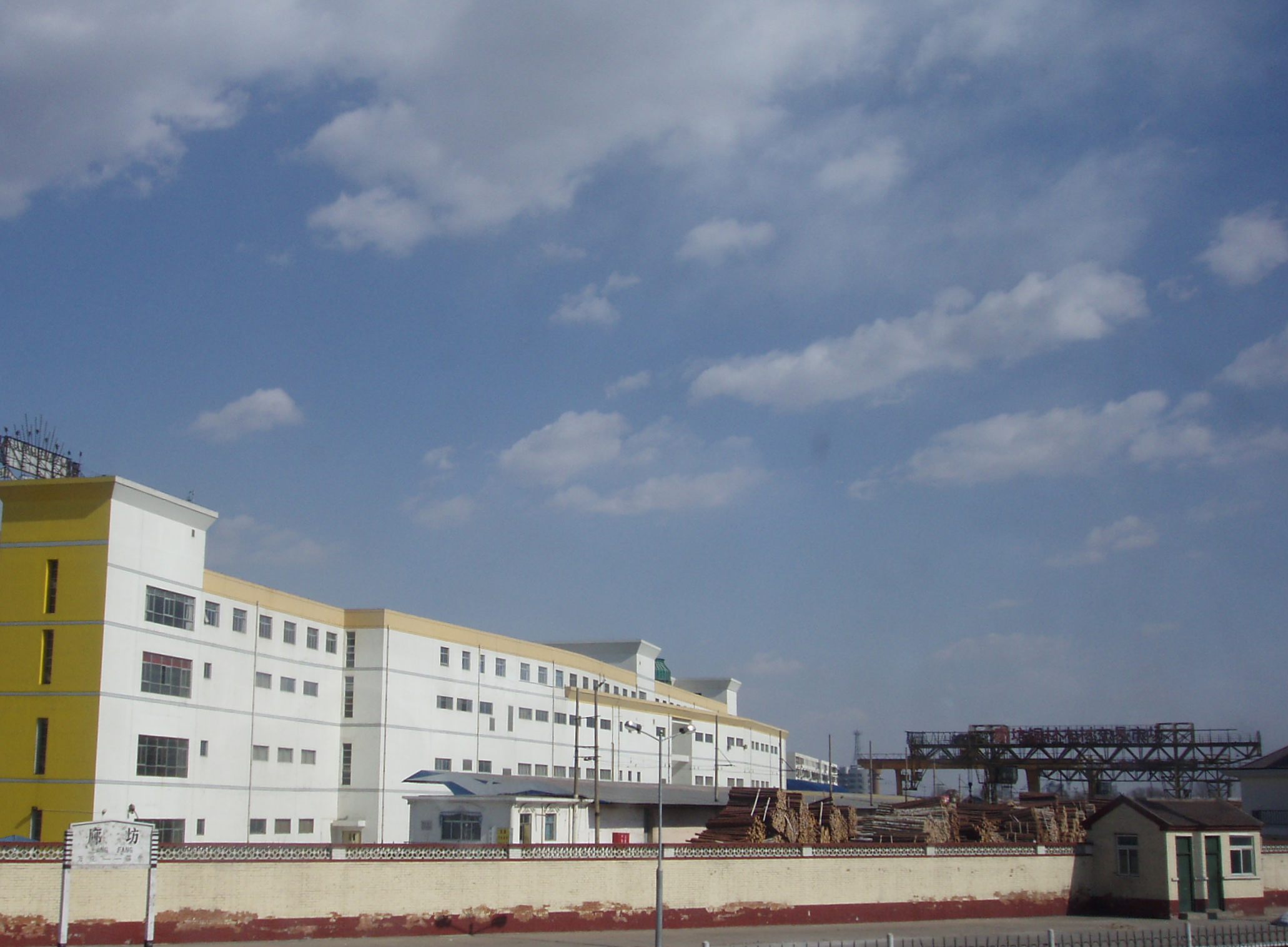
京沪铁路广阳站（原名廊坊站、廊坊北站）

### 公路
- 7条高速公路通过廊坊。 104国道、 105国道过境。

### 铁路
- 京沪铁路在廊坊设站，成为近代廊坊发展的开端。京沪高铁贯穿廊坊，每天有43趟列车停靠，北达北京只需19-21分钟，南通天津也只是20分钟，实现半小时生活圈。京雄城际铁路在固安县设固安东站，在廊坊下属的霸州市设霸州北站。

#### 轨道交通
- 於2019年9月25日啟用的北京大興國際機場，有一部分座落於廊坊市廣陽區，另一部分則在北京市大興區。北京地铁大兴机场线将大兴机场与北京市丰台区相连。
- 此外津兴城际铁路、怀兴城际铁路以及通武廊市域铁路经过廊坊，而北京地铁平谷线经过廊坊下属的三河市。

## 教育
高等学校

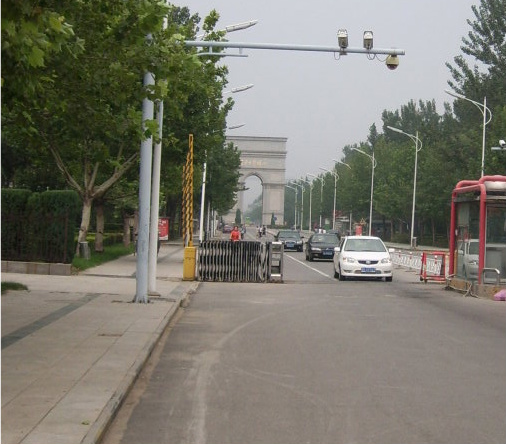
廊坊大学城

- 中国石油管道学院（河北石油职业技术学院）

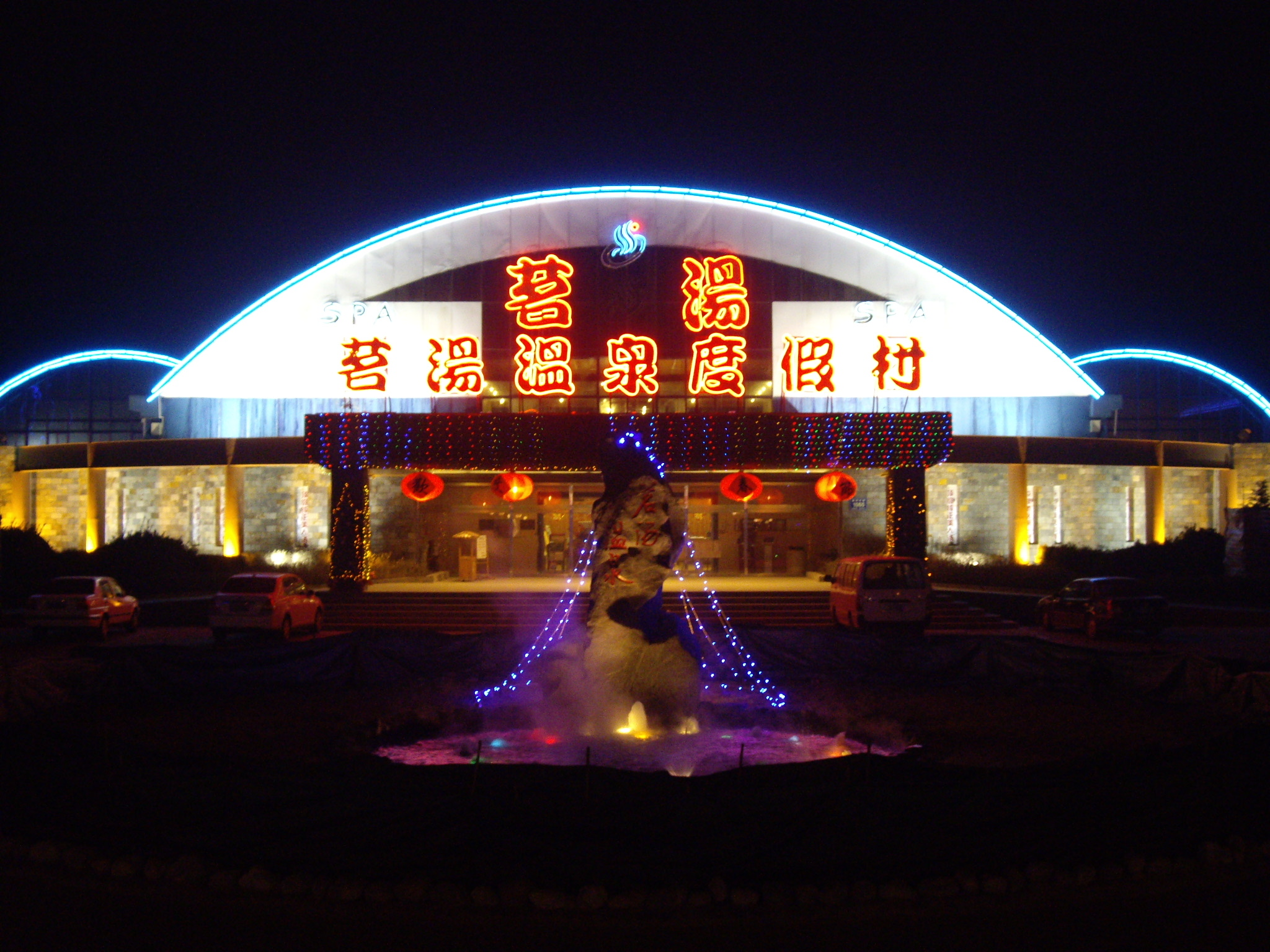
4A級景區-廊坊茗湯溫泉度假村

- 廊坊师范学院
- 廊坊职业技术学院
- 河北工业大学廊坊分校
- 中国人民警察大学
- 北华航天工业学院
- 华北科技学院
- 防灾科技学院
- 燕京理工学院
- 中央美术学院(燕郊)
- 炮兵导弹学院

中等学校
- 中国石油天然气管道局中学
- 廊坊一中
- 廊坊二中（廊坊艺术高中）
- 廊坊三中
- 廊坊四中
- 廊坊五中
- 廊坊六中
- 廊坊七中
- 廊坊八中（廊坊外国语学校）
- 廊坊九中
- 廊坊十中
- 廊坊十二中
- 廊坊十四中（廊坊第一实验中学）
- 廊坊十五中
- 廊坊十七中（银河学校）
- 廊坊十八中
- 三河一中
- 三河二中

## 文化遗产

### 全国重点文物保护单位
- 边关地道遗址：北宋为防御辽国所建地下军事防御体系，现为全国重点文物保护单位。
- 大辛阁石塔

### 河北省文物保护单位
- 石塔
- 唐王坟
- 张仁宪神道碑
- 孟各庄遗址
- 西小旺遗址
- 灵山塔
- 刘白塔村遗址
- 王龙村陀罗尼经幢
- 龙冢
- 齐圪挞汉墓
- 郭底村墓群
- 长城堤
- 龙泉寺大殿
- 回龙亭碑
- 隆福寺长明灯楼
- 前南庄陀罗尼经幢
- 小王东遗址
- 临泃故城城址
- 李松墓
- 胜芳张家大院
- 胜芳王家大院